# Megacerops
Genre
Espèces de rang inférieur
- † M. coloradensis (espèce-type)[1]
- † M. curtus
- † M. hatcheri
- † M. kuwagatarhinus
- † M. osborni
- † M. platyceras

Synonymes
- Titanotherium ramosum
- Menodus peltoceras
- Brontotherium
- Brontops
- Ateleodon
- Oreinotherium

Megacerops (« Face à grandes cornes », de μεγα / méga, « grand », κέρας / kéras, « corne »  et ὤψ / ōps, « face »), plus connu sous le nom de Brontotherium, est un genre fossile de mammifères périssodactyles de la famille des Brontothéridés, un groupe d'herbivores ressemblant à des rhinocéros et proches des chevaux. Ils ont vécu en Amérique du Nord à la fin de l'Éocène, il y a entre 38,0 et 33,9 millions d'années.

## Description

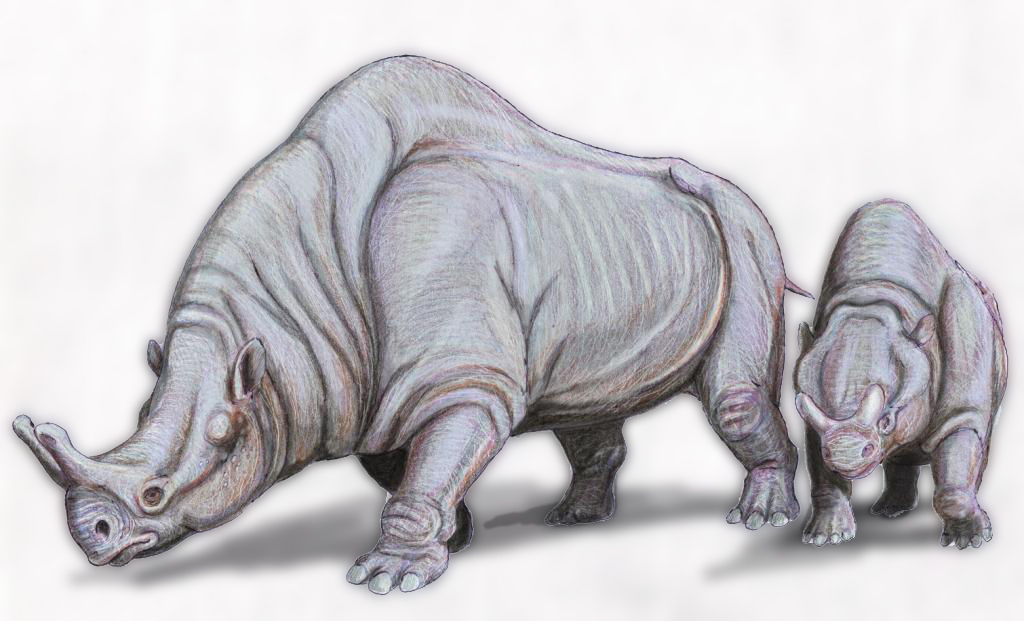
Vue d'artiste de Megacerops coloradensis.

Toutes les espèces portaient sur le museau une paire de cornes émoussées (de taille variable selon l'espèce), celles des mâles étant beaucoup plus grandes que celles des femelles. Cela pourrait indiquer qu'il s'agissait d'animaux sociaux qui luttaient tête contre tête au moment du rut.
Ils ressemblaient à des rhinocéros, mais étaient plus grands que les espèces actuelles : ils atteignaient facilement la taille d'un éléphant de forêt d'Afrique, la troisième plus grande espèce terrestre vivant aujourd'hui. Ils  mesuraient environ 2,5 m[réf. à confirmer] au garrot, pour une longueur totale jusqu'à 5 m et pesaient jusqu'à 5 tonnes.
Les vertèbres dorsales au-dessus de leurs épaules possédaient des apophyses particulièrement longues où s'accrochaient les énormes muscles du cou nécessaires pour soutenir leur lourd crâne. Ils avaient peut-être des lèvres charnues et une longue langue, parfaits pour choisir la nourriture. La forme de leurs dents suggère qu'ils préféraient les pousses et les feuilles tendres à une végétation dure.

## Paléobiologie

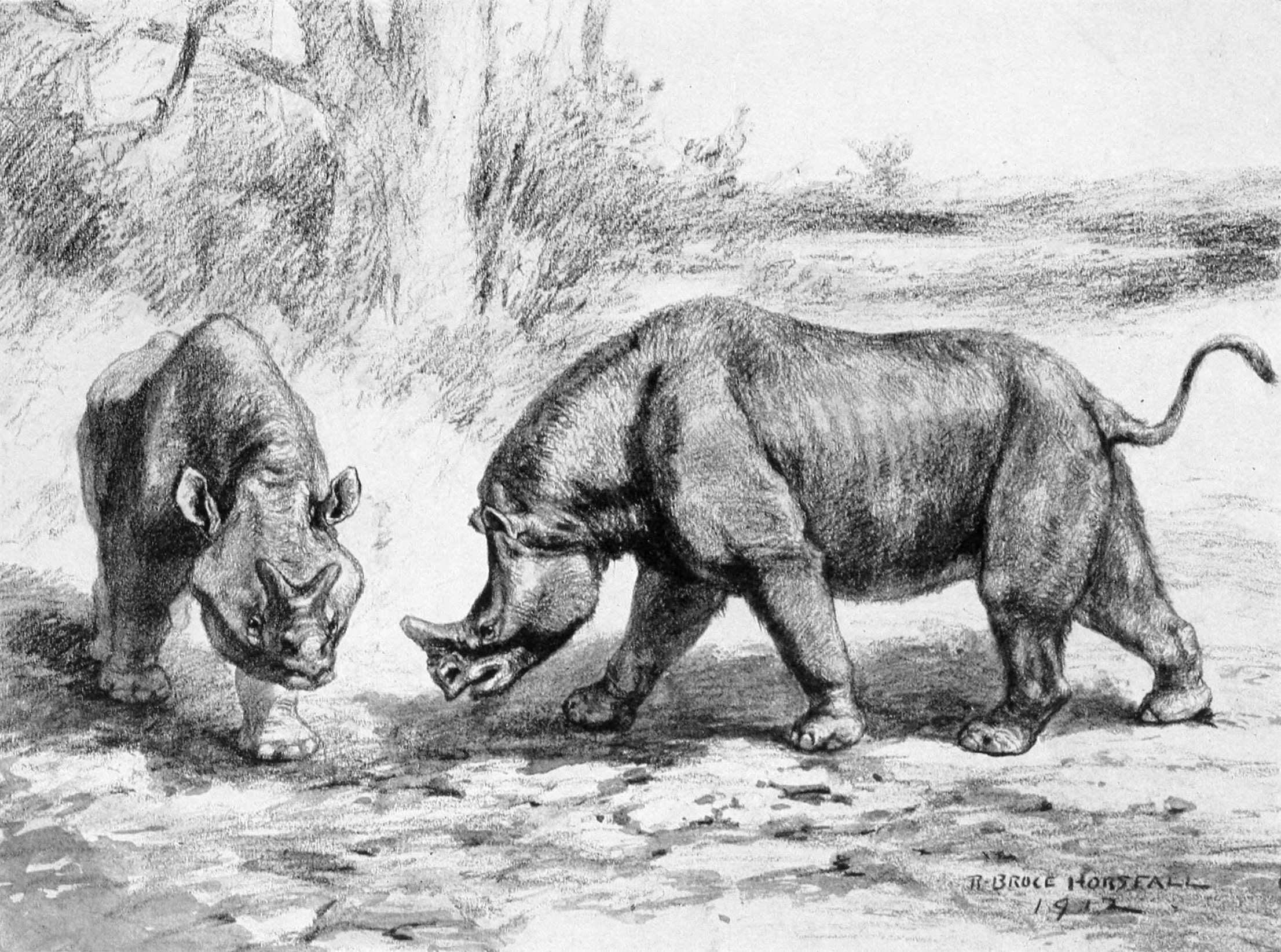
Combat de deux mâles (dessin de Robert Bruce Horsfall, 1913).

Le squelette d'un mâle adulte présente des côtes fracturées et partiellement ressoudées, ce qui conforte la théorie selon laquelle les mâles utilisaient leurs « cornes » pour s'affronter. Aucune autre créature vivant dans le même milieu ne semble capable de lui avoir infligé une telle blessure. La respiration a empêché les fractures de se ressouder complètement. Les adultes ont pu aussi utiliser leurs cornes pour défendre leurs jeunes et eux-mêmes contre des prédateurs comme les créodontes ou les pseudo-félins.

## Découverte

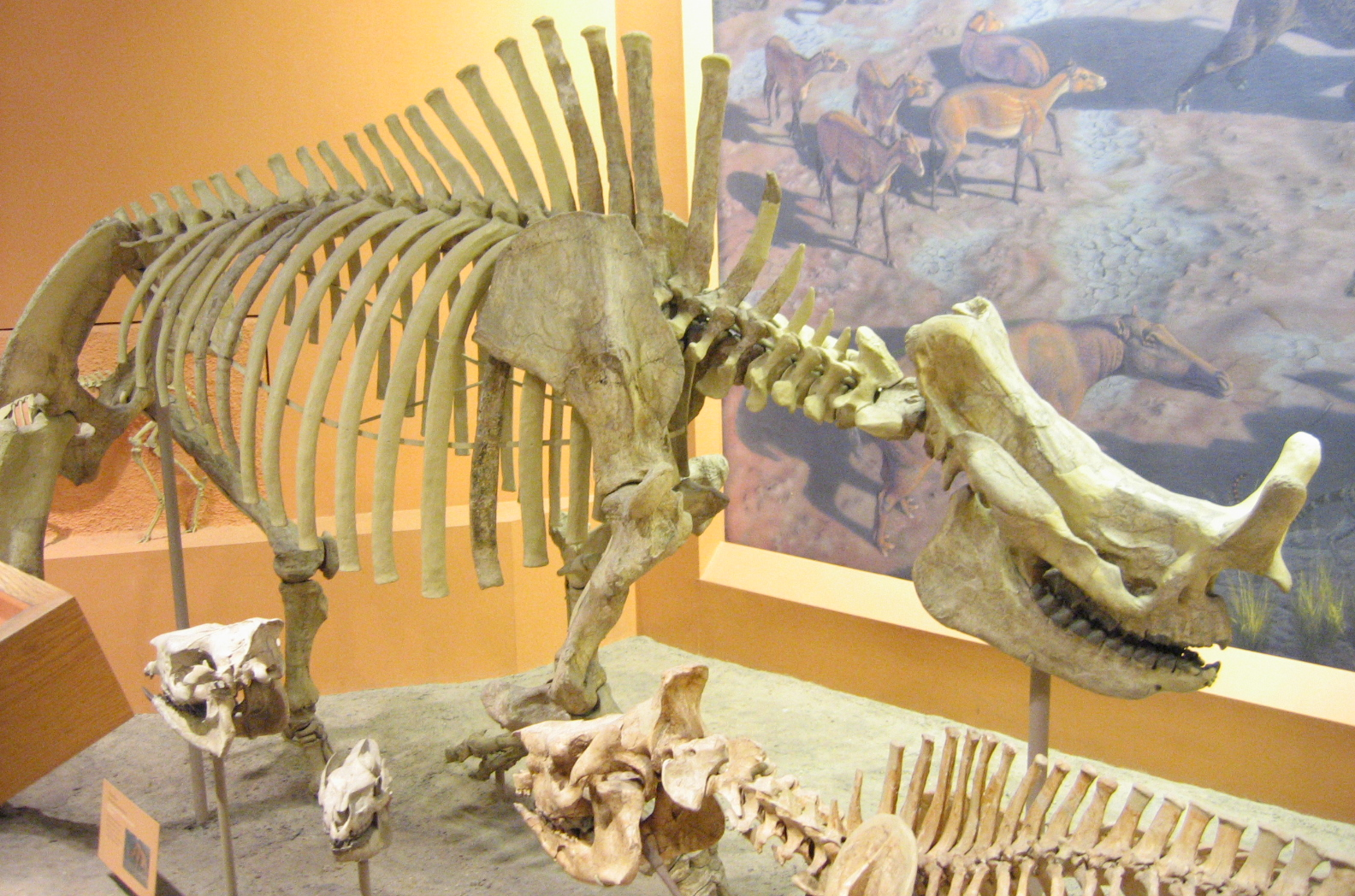
Squelette de Brontotherium.

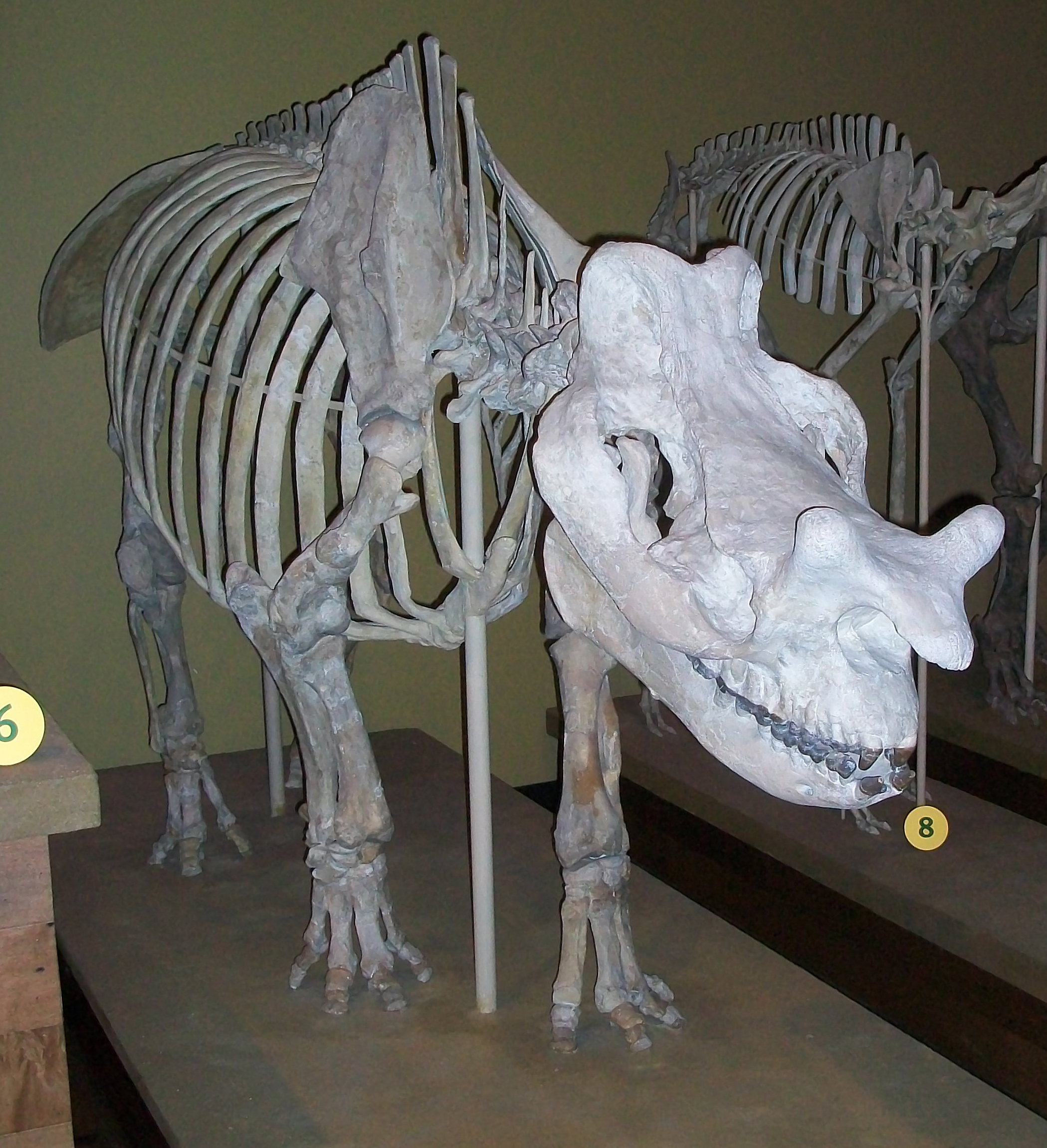
Squelette de Menodus au Muséum Field.

Leurs fossiles ont été découverts dans le nord des Grandes Plaines. Des modèles grandeur nature d'une famille de Megacerops (un mâle, une femelle et un jeune) sont présentés à l'École des Mines du Dakota du Sud et une autre au Musée canadien de la nature à Ottawa.
Beaucoup de fossiles ont été découverts au Dakota du Sud et au Nebraska. Jadis, les exemplaires mis au jour par les pluies étaient considérés par les Sioux comme produisant le tonnerre en courant au-dessus des nuages : ils les appelaient « chevaux-tonnerre ». Beaucoup de ces squelettes trouvés par les Sioux appartenaient à des troupeaux tués par les éruptions des montagnes Rocheuses, dont les volcans étaient encore actifs à cette époque.

## Taxonomie

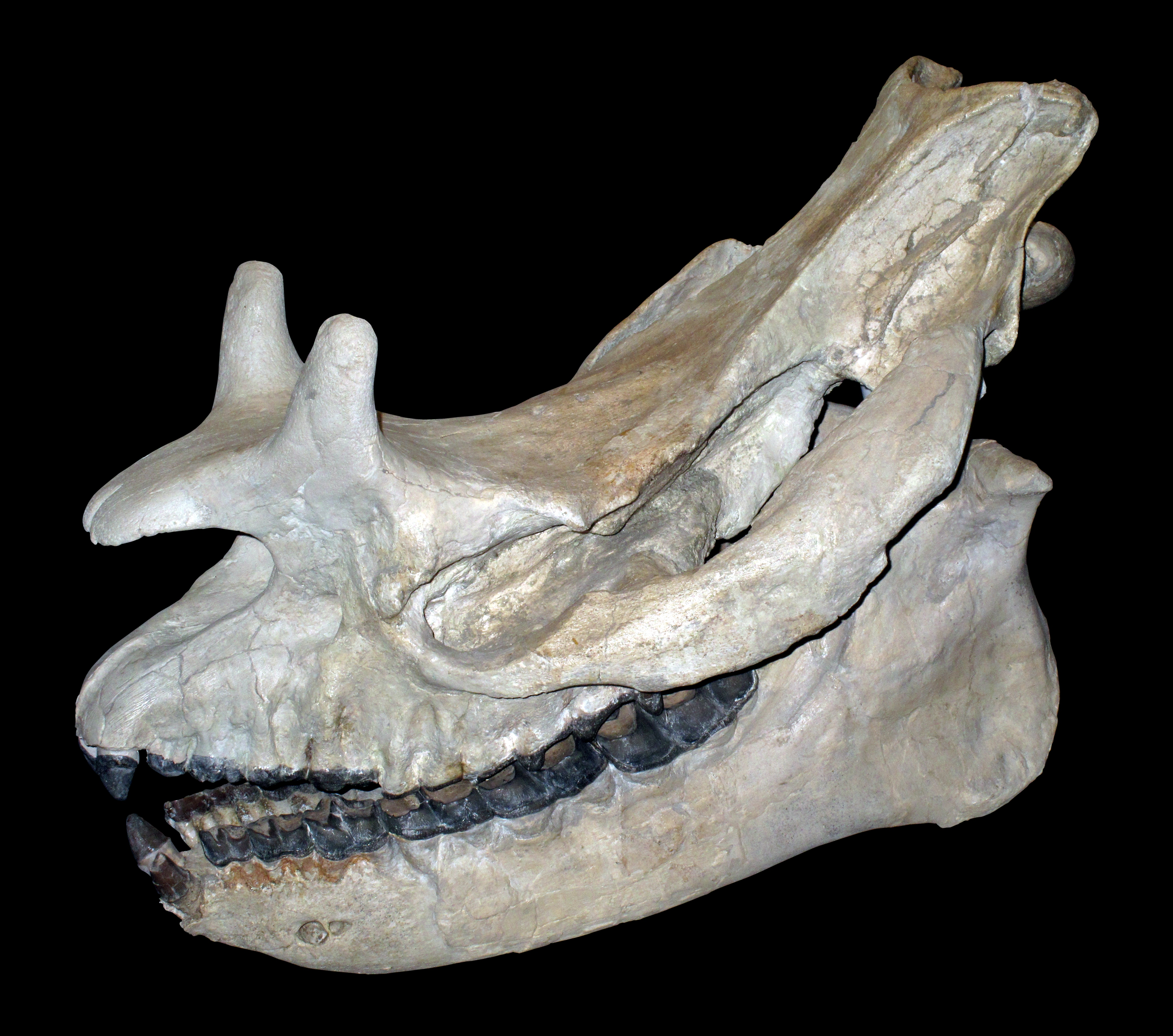
Crâne au Musée paléontologique de Zurich.

Megacerops a été nommé par  Joseph Leidy (1870). Son espèce-type est Megacerops coloradensis. Il a été « synonymisé » avec Menodus par Clark et Beerbower (1967). Il a été classé parmi les Brontotheriidae par Leidy (1870), Carroll (1988), Mader (1989) et Mader (1998),.
Selon Mihlbachler et alii,, Megacerops comprend les espèces des genres Menodus, Brontotherium, Brontops, Menops, Ateleodon et Oreinotherium.